# Эболи
Э́боли (итал. Eboli) — город в Италии, располагается в области Кампания, в провинции Салерно.
Население составляет 39 950 человек (2019), плотность населения — 290,38 чел./км². Площадь — 137,58  км². Почтовый индекс — 84025. Телефонный код — 0828.
Покровителем коммуны почитается святой Вит. Его день ежегодно празднуется 15 июня.
Среди достопримечательностей города есть старинный замок с башнями, с которых открывается красивый вид на долину и море.Сейчас в замке располагается тюрьма. Также есть четыре монастыря, два из которых действуют по сей день (мужской бенедиктинский 12-го века и женский кларисский 16-го века). В двух других расположены коммунальный археологический музей и музей высадки союзников на эболитанском побережье в 1943 году.
Название города стало всемирно известным, будучи упомянуто в романе Карло Леви «Христос остановился в Эболи» и одноимённом фильме.